# Henrique I de Brandemburgo-Stendal
Henrique I de Brandemburgo (21 de Março de 1256 - 14 de Fevereiro de 1318), chamado Sem Terra, era filho de João I de Brandemburgo e de Judite. Ele sucedeu ao seu pai em 1266 como marquês de Brandemburgo. Em 1298, Henrique casou-se com Inês da Baviera, filha de Luís II da Baviera, e viúva de Henrique de Hesse, filho do Landgrave Henrique I de Hesse, e tiveram os seguintes filhos:
- Henrique II (1308-1320)
- Sofia (1300-1356), herdeira de Landsberg-Palatinado e Saxónia. Casou-se, em 1327, com o duque Magno, duque de Brunswick (1304-1369)
- Judite, casou-se em 1318 com o duque Henrique II de Brunsvique-Luneburgo.